# Hohberg
Hohberg es un municipio en el distrito de Ortenau en Baden-Wurtemberg, Alemania, que consiste de los barrios Diersburg, Hofweier y Niederschopfheim con unos 7.800 habitantes en total y está ubicado a una altitud de 157 - 300 m s. n. m. al margen de la Selva Negra Central entre Offenburg y Lahr.